# Coopvaert
De Coopvaert is een flatgebouw in de Nederlandse stad Rotterdam van 103,80 meter hoog en 30 verdiepingen. De oplevering was op 31 augustus 2006.
De entree is aan de Blaak. Een deel van de begane grond is gereserveerd voor horecagelegenheden. Onder de locatie van De Coopvaert bevindt zich een deel van de Rotterdamse waterhuishouding en tevens kruisen hier tunnels van de Erasmuslijn en Calandlijn van de Rotterdamse metro.